# Cheakamus River
Cheakamus River är ett vattendrag i Kanada.   Det ligger i provinsen British Columbia, i den sydvästra delen av landet, 3 500 km väster om huvudstaden Ottawa.
I omgivningarna runt Cheakamus River växer i huvudsak blandskog. Runt Cheakamus River är det ganska tätbefolkat, med 166 invånare per kvadratkilometer.